# Сноуборд на зимних Олимпийских играх 2002
Соревнования по сноуборду на зимних Олимпийских играх 2002 года прошли с 10 по 15 февраля. Было разыграно 4 комплекта наград: в хафпайпе и параллельном гигантском слаломе среди мужчин и женщин. Медали в параллельном гигантском слаломе на Олимпийских играх были разыграны впервые, в 1998 году разыгрывались награды в обычном гигантском слаломе.
Все соревнования были проведены в Парк-Сити, в 50 км юго-восточнее Солт-Лейк-Сити. В соревнованиях приняли участие 118 сноубордистов (65 мужчин и 53 женщины) из 19 стран.
Американцы выиграли все 3 медали в мужском хафпайпе. Последний раз американцы занимали весь пьедестал почёта на зимних Олимпийских играх 46 лет назад на Олимпиаде 1956 года в мужском одиночном фигурном катании.
Француженка Карин Рюби и американец Росс Пауэрс завоевали свои вторые олимпийские награды в сноуборде. Рюби выиграла золото 4 годами ранее в Нагано, а Пауэрс стал тогда бронзовым призёром.
29-летний американец Крис Клаг, выигравший бронзу в параллельном гигантском слаломе, в июле 2000 года перенёс операцию по пересадке печени.
Канадец Райан Уэддинг, занявший 24-е место в параллельном гигантском слаломе, стал впоследствии наркобароном, в 2025 году был включён в список «Десять наиболее разыскиваемых ФБР беглецов».

## Медалисты

### Мужчины
| Дисциплина                                   | Золото               | Серебро                  | Бронза            |
| Хафпайп 11 февраля                           | Росс Пауэрс США      | Дэнни Касс США           | Джаррет Томас США |
| Параллельный гигантский слалом 14—15 февраля | Филипп Шох Швейцария | Рихард Рихардссон Швеция | Крис Клаг США     |

### Женщины
| Дисциплина                                   | Золото               | Серебро               | Бронза                     |
| Хафпайп 10 февраля                           | Келли Кларк США      | Дориан Видаль Франция | Фабьенн Ройтелер Швейцария |
| Параллельный гигантский слалом 14—15 февраля | Изабель Блан Франция | Карин Рюби Франция    | Лидия Треттель Италия      |

## Общий зачёт
| Место | Страна    | Золото | Серебро | Бронза | Всего |
| ----- | --------- | ------ | ------- | ------ | ----- |
| 1     | США       | 2      | 1       | 2      | 5     |
| 2     | Франция   | 1      | 2       | 0      | 3     |
| 3     | Швейцария | 1      | 0       | 1      | 2     |
| 4     | Швеция    | 0      | 1       | 0      | 1     |
| 5     | Италия    | 0      | 0       | 1      | 1     |